# سوغوبو
سوغوبو (Seogwipo) هي مدينة في جيجو، كوريا الجنوبية, بلغ عدد سكانها 155,691 نسمة في يوم 31 ديسمبر, 2011. و في يوليو 2006, تم توسيع مدينة سوغوبو لتشمل النصف الجنوبي لجزيرة جيجو. و في عام 2012, كانت أحد المدن المضيفة لكأس العالم لكرة القدم. و تفيد التقارير بأن مجموع الميزانية في عام 2012 قد بلغ 524.6  مليار ون كوري. كواحدة من ضمن قائمة اليونسكو لمواقع ’التراث العالمي’ فهي تمتلك إمكانيات هائلة توضع في الصناعات الثالثة بما في ذلك السفر.

## المناخ
| البيانات المناخية لـسوغوبو (1981–2010)      | البيانات المناخية لـسوغوبو (1981–2010) | البيانات المناخية لـسوغوبو (1981–2010) | البيانات المناخية لـسوغوبو (1981–2010) | البيانات المناخية لـسوغوبو (1981–2010) | البيانات المناخية لـسوغوبو (1981–2010) | البيانات المناخية لـسوغوبو (1981–2010) | البيانات المناخية لـسوغوبو (1981–2010) | البيانات المناخية لـسوغوبو (1981–2010) | البيانات المناخية لـسوغوبو (1981–2010) | البيانات المناخية لـسوغوبو (1981–2010) | البيانات المناخية لـسوغوبو (1981–2010) | البيانات المناخية لـسوغوبو (1981–2010) | البيانات المناخية لـسوغوبو (1981–2010) |
| الشهر                                       | يناير                                  | فبراير                                 | مارس                                   | أبريل                                  | مايو                                   | يونيو                                  | يوليو                                  | أغسطس                                  | سبتمبر                                 | أكتوبر                                 | نوفمبر                                 | ديسمبر                                 | المعدل السنوي                          |
| ------------------------------------------- | -------------------------------------- | -------------------------------------- | -------------------------------------- | -------------------------------------- | -------------------------------------- | -------------------------------------- | -------------------------------------- | -------------------------------------- | -------------------------------------- | -------------------------------------- | -------------------------------------- | -------------------------------------- | -------------------------------------- |
| متوسط درجة الحرارة الكبرى °م (°ف)           | 10.7 (51.3)                            | 11.6 (52.9)                            | 14.4 (57.9)                            | 18.5 (65.3)                            | 22.0 (71.6)                            | 24.6 (76.3)                            | 28.3 (82.9)                            | 30.1 (86.2)                            | 27.4 (81.3)                            | 23.4 (74.1)                            | 18.2 (64.8)                            | 13.2 (55.8)                            | 20.2 (68.4)                            |
| المتوسط اليومي °م (°ف)                      | 6.8 (44.2)                             | 7.8 (46.0)                             | 10.6 (51.1)                            | 14.8 (58.6)                            | 18.6 (65.5)                            | 21.7 (71.1)                            | 25.6 (78.1)                            | 27.1 (80.8)                            | 23.9 (75.0)                            | 19.3 (66.7)                            | 14.1 (57.4)                            | 9.3 (48.7)                             | 16.6 (61.9)                            |
| متوسط درجة الحرارة الصغرى °م (°ف)           | 3.6 (38.5)                             | 4.4 (39.9)                             | 7.1 (44.8)                             | 11.3 (52.3)                            | 15.3 (59.5)                            | 19.2 (66.6)                            | 23.5 (74.3)                            | 24.6 (76.3)                            | 21.1 (70.0)                            | 15.9 (60.6)                            | 10.6 (51.1)                            | 5.9 (42.6)                             | 13.5 (56.3)                            |
| الهطول مم (إنش)                             | 61.0 (2.40)                            | 77.1 (3.04)                            | 131.2 (5.17)                           | 174.9 (6.89)                           | 205.8 (8.10)                           | 276.9 (10.90)                          | 309.8 (12.20)                          | 291.6 (11.48)                          | 196.6 (7.74)                           | 81.6 (3.21)                            | 71.4 (2.81)                            | 45.1 (1.78)                            | 1٬923 (75.71)                          |
| متوسط أيام هطول الأمطار (≥ 0.1 mm)          | 10.3                                   | 9.5                                    | 11.0                                   | 10.5                                   | 10.7                                   | 12.9                                   | 14.3                                   | 14.2                                   | 10.3                                   | 6.1                                    | 7.4                                    | 8.1                                    | 125.3                                  |
| متوسط الرطوبة النسبية (%)                   | 62.8                                   | 62.1                                   | 62.4                                   | 64.5                                   | 69.9                                   | 78.2                                   | 84.1                                   | 79.0                                   | 72.5                                   | 63.9                                   | 63.2                                   | 62.2                                   | 68.7                                   |
| ساعات سطوع الشمس الشهرية                    | 152.2                                  | 152.6                                  | 174.0                                  | 190.9                                  | 199.0                                  | 144.2                                  | 142.1                                  | 184.2                                  | 176.1                                  | 207.1                                  | 170.5                                  | 161.8                                  | 2٬054٫7                                |
| المصدر: Korea Meteorological Administration |                                        |                                        |                                        |                                        |                                        |                                        |                                        |                                        |                                        |                                        |                                        |                                        |                                        |

## المدن الشقيقة
- كاراتسو، اليابان

## روابط خارجية
- الموقع الرسمي لمدينة سوغوبو